# Weedeater
A Weedeater egy stoner rock/sludge metal zenekar az észak-karolinai Wilmingtonból. 1998-ban alakultak meg. Dave "Dixie" Collins alapította, a Buzzoven feloszlása után. Fő témájuk, a marihuána miatt a zenekar tagjai és a rajongók "weed metal" ("fű metal") néven illetik a zenei stílusukat. Lemezkiadóik: Berserker Records, Crucial Blast Records, Southern Lord Records, Season of Mist. Magyarországon először 2011-ben léptek fel, a Zoroaster és Haw zenekarokkal, a "Tündérgyár" klubban. Másodszor 2015-ben jártak hazánkban, ekkor a Darkest Hour, Haw, One Reason to Kiss zenekarokkal együtt koncerteztek. 2018 áprilisában harmadszor is felléptek itthon, huszadik születésnapjuk ünneplése alkalmából.

## Tagok
- Dave Collins - ének, gitár (ex-Buzzoven)
- Dave "Shep" Shepherd - gitár
- Travis Owen - dobok

## Diszkográfia
- ...And Justice for Y'All (2001, utalás a Metallica ... And Justice for All című lemezére)
- Sixteen Tons (2003)
- God Luck and Good Speed (2007)
- Jason... the Dragon (2011)
- Goliathan (2015)